# Şamil Çinaz
Şamil Çinaz est un footballeur germano-turc, né le 8 mars 1986 à Nuremberg en Allemagne. Il évolue comme milieu relayeur.

## Biographie
Il fait ses débuts professionnels en 2005 avec le 1. FC nuremberg. Toutefois, il ne compte aucune apparitions avec l'équipe première du club. En effet, il dispute tous ses matchs avec le 1. FC Nuremberg II.
En 2007, il est transféré au Rot-Weiß Erfurt, et en 2010 au fsv francfort.
En 2012, Çinaz débarque à orduspor alors coaché par Hector Cuper.
A l'été 2013, à la suite de la relégation de son club, il s'engage gratuitement avec Bursaspor.